# Cyril Nourissat
Cyril Nourissat est un juriste et un administrateur français. Spécialiste du droit des affaires dans l'union européenne, il est professeur des universités, ancien recteur d'académie et conseiller spécial de François Fillon.

## Biographie
Docteur en droit (1998) et agrégé de droit privé, il est professeur à l'université de Bourgogne et à l'université Lyon III et a été directeur-adjoint du Centre de recherche sur le droit des marchés et les investissements internationaux (laboratoire CREDIMI) de l'université de Bourgogne et vice-président de l'université Jean-Moulin à Lyon.
En avril 2004, il a été choisi par François Fillon comme membre du cabinet du ministre de l'Éducation nationale en qualité de conseiller politique. 
En avril 2011, Cyril Nourissat est nommé recteur de l'académie de Dijon par Nicolas Sarkozy, fonctions qu'il occupe jusqu'en octobre 2012 et dont il est démis par décision du Président de la République.